# Джордж Клеридж Дрюс
Джордж Клеридж Дрюс (англ. George Claridge Druce, 1850—1932) — англійський ботанік, фармацевт і мер Оксфорда.

## Життєпис
Пан Дрюс народився в Поттерспурі на Уотлінг-стріт у Нортгемптонширі. Він був позашлюбним сином Джейн Дрюс, яка народилася в 1815 році в Бакінгемширі. Він ходив до школи в селі Ярдлі Гобіон. У 16 років він пішов учнем до P. Jeyes & Co., фармацевтичної фірми в Нортгемптоні. У 1872 році він склав іспити на фармацевта. У 1909 році Дрюс переїхав на Крік-роуд, 9. Він назвав будинок "Yardley Lodge", на честь села, в якому провів свою молодість. Він помер у своєму будинку у віці 81 року і був похований на кладовищі Холівелл.
У червні 1879 року Дрюс переїхав до Оксфорда та заснував власну аптеку Druce & Co. на Хай-стріт, 118, яка працювала до його смерті. Він також знявся як крамар в оксфордському романі Макса Бірбома «Зулейка Добсон». У квітні 2018 року Оксфордширська рада з блакитних табличок встановила на цьому магазині меморіальну дошку Дрюсе.
Головним інтересом Дрюсе була ботаніка. У 1876 році він брав участь у заснуванні Нортгемптонського товариства природознавства. У 1880 році Дрюс допоміг заснувати Ешмолівське товариство природознавства в Оксфордширі, спочатку засноване як Ешмолівське товариство в 1828 році. Дрюс об'єднав його з Оксфордширським товариством природознавства в 1901 році.
У 1886 році він опублікував «Флору Оксфордширу», у 1887 році «Флору Беркширу», у 1926 році «Флору Бакінгемшира» і в 1929 році «Флору Вест-Росса». Він був одним із небагатьох людей, які написали флору для кількох округів.
У 1889 році він отримав ступінь почесного магістра Оксфордського університету, а в 1895 році він був призначений куратором відділу ботаніки університету. Його гербарій був об'єднаний з гербарієм Генрі Баррона Філдінга (зібраним у 1850-х роках) для створення гербарію Філдінга-Друса Оксфордського університету.
Пан Дрюс працював у Оксфордській міській раді з 1892 року до своєї смерті та був головою Комітету громадської охорони здоров'я. Він служив шерифом Оксфорда протягом 1896–97 років. Він подарував Оксфорду золотий ланцюжок і значок шерифа, які зберігаються в ратуші, на честь діамантового ювілею королеви Вікторії в 1897 році. Дрюс був мером Оксфорда в 1900–1901 роках. У той час був встановлений камінь, що позначає межу міста на вершині Куку-Лейн у східному передмісті Оксфорда Хедінгтон, і на ньому вигравірувано його ім’я. У 1920 році Дрюс був призначений олдерменом, і його портрет у мантії можна побачити в залі ради.

## Вшанування
- Carex drucei
- Carex druceana
- Euphrasia drucei
- Koeleria drucei
- Melicytus drucei
- Montia drucei
- Taraxacum drucei

## Вибрані праці
- 1886. The Flora of Oxfordshire. Oxford and London: Parker and Company
- 1897. The flora of Berkshire. Oxford: Clarendon Press
- 1907. The Dillenian herbaria. Oxford: Clarendon Press
- 1908. List of British plants : containing the spermopytes, pteridophytes and charads found either as natives or growing in a wild state in Britain, Ireland, and the Channel Isles. Oxford: Clarendon Press
- 1922. Flora Zetlandica. Arbroath: Buncle
- 1922. The mosses and liverworts of Oxfordshire : being a supplement to the 'Flora of Oxfordshire'. Oxford: Holywell Press.
- 1926. The flora of Buckinghamshire. Arbroath: Buncle
- 1929. The flora of West Ross. Arbroath: Buncle
- 1930. The flora of Northamptonshire. Arbroath: Buncle
- 1932. The comital flora of the British Isles. Arbroath: Buncle